# Rhinolophus sedulus
Rhinolophus sedulus — вид рукокрилих родини Підковикові (Rhinolophidae).

## Поширення
Країни проживання: Бруней-Даруссалам, Індонезія (Калімантан), Малайзія (півострівна Малайзія, Сабах, Саравак). Це в основному первинних лісів вид. Харчується в підліску. Лаштує сідала поодинці або невеликими групами і може бути моногамним. Лаштує сідала в печерах, западинах, утворених поваленими деревами, або в штучних спорудах, таких як водопропускні труби. Він має невеликий домашній діапазон (400 м радіусом від сідала).

## Загрози та охорона
Вирубка лісу у зв'язку з рубками, розвитком сільського господарства, насадженням плантацій і лісові пожежі є загрозами. Проживає в охоронних територіях.